# Ненапружений голосний переднього ряду
Ненапружені голосні переднього ряду (англ. Near-front vowel) — різновид голосних звуків, що вимовляються без напруження, з підняттям вгору передньої частини язика, що трохи відступає назад. В багатьох мовних системах ці звуки класифікують як голосні переднього ряду.
Згідно з Міжнародним фонетичним алфавітом до ненапружених голосних переднього ряду належать:
| неогублений ненапружений голосний переднього ряду високо піднесення | [ɪ] |
| огублений ненапружений голосний переднього ряду високо піднесення   | [ʏ] |